# تشيتامبارام أرافيند
تشيتامبارام أرافيند Chithambaram Aravindh (ولد في 9 نوفمبر 1999 في مادوراي) لاعب شطرنج هندي يحمل لقب أستاذ كبير.
- ولد في مادوراي في تاميل نادو بالهند. ومات والده وهو في سن الثالثة.
- تعلم الشطرنج في سن السابعة من جده، والذي علمه الشطرنج لكي يثنيه عن مغادرة المنزل ولعب الكريكت مع أقرانه.
- فاز ببطولة الهند للشطرنج تحت 19 سنة في سن الثانية عشر.
- نافس في بطولة العالم للشطرنج فئة تحت 14 سنة، وحل ثانياً خلف كيدان تروف.
- فاز بأول الدورات المهمة في عام 2013، حيث سجل نتيجة 9 من 10 نقاط، ليرتفع تصنيفه إلى 2728 نقطة، وذلك في بطولة تشيناي الدولية المفتوحة، متغلباً على أربعة أساتذة كبار وأستاذين دوليين. وجعله هذا يكتسب أول معدل مؤهل للحصول على لقب أستاذ كبير، دون أن يكتسب أي معدلات مؤهلة للحصول على لقب أستاذ دولي.
- حصل على لقب أستاذ دولي عام 2014.
- حصل على لقب أستاذ كبير عام 2015.

## وصلات خارجية
- تشيتامبارام أرافيند على موقع الاتحاد الدولي للشطرنج (الإنجليزية)
- تشيتامبارام أرافيند على موقع مباريات الشطرنج (الإنجليزية)
- تشيتامبارام أرافيند على موقع 365Chess.com (الإنجليزية)
- تشيتامبارام أرافيند على موقع Chesstempo.com (الإنجليزية)